# دونالد إيفانز (لاعب كرة قدم أمريكية)
دونالد إيفانز (بالإنجليزية: Donald Evans) هو لاعب كرة قدم أمريكية أمريكي، ولد في 14 مارس 1964 في رالي في الولايات المتحدة.

## وصلات خارجية
- دونالد إيفانز على موقع مرجع كرة القدم المحترفة.كوم (الإنجليزية)
- دونالد إيفانز على موقع قاعة كارولاينا الشمالية للمشاهير الرياضية (الإنجليزية)